# Демаркация российско-китайской границы (2005)

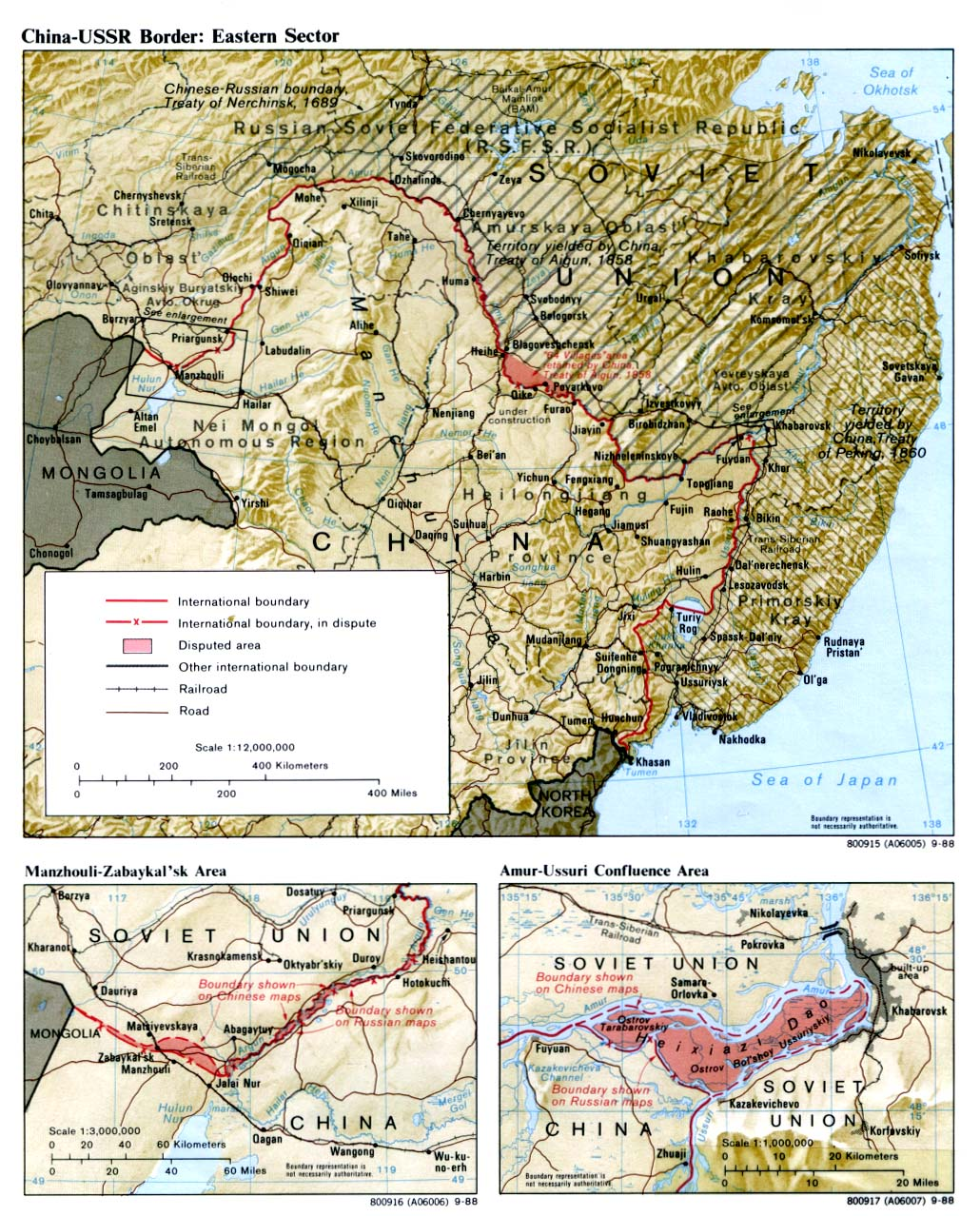

Демаркация российско-китайской границы состоялась в 2005 году. В результате проведения межгосударственной границы по центру реки Амур Китай получил ряд территорий общей площадью 337 км² — участок земли в районе острова Большой (верховья реки Аргунь в Читинской области) и два участка в районе островов Тарабаров и Большой Уссурийский в районе слияния рек Амур и Уссури.
Основную часть этих территорий составила западная оконечность Большого Уссурийского острова на реке Амур напротив устья реки Уссури. Остров имеет территорию от 327 до 350 км² в зависимости от сезона.
14 октября 2004 года президент России Владимир Путин и председатель КНР Ху Цзиньтао подписали дополнение к соглашению о российско-китайской государственной границе, согласно которому произошла демаркация.
20 мая 2005 года Государственная дума 4 созыва ратифицировала дополнительное соглашение (поддержали 307 депутатов, против — 80, воздержались двое). 25 мая соглашение утвердил Совет Федерации (поддержали 157 сенаторов, против — двое, без воздержавшихся).

## История
В 1689 году был заключён Нерчинский договор, когда Россия признала права Китая на земли на правом берегу Амура и в Приморье (Внешняя Маньчжурия).
В середине XIX века Россия присоединила к себе 165,9 тысячи квадратных километров Приморья, находившихся в совместном управлении. Империя Цин осталась без выхода в Японское море. Эти изменения были закреплены Тяньцзиньским договором от 1 июня 1858 года и Пекинским договором от 2 ноября 1860 года.
В первой четверти XX века прекратили существование оба государства, подписавшие предыдущие соглашения: Империя Цин и Российская империя. Осенью 1911 года из состава маньчжурской Империи Цин начали по-очереди выходить китайские провинции, в результате в 1912 году была образована Китайская Республика, фактически распавшаяся в 1916 году и объединившаяся вновь лишь в 1927 году после т. н. Северного похода. Граничившие с Россией Внешняя Монголия и Маньчжурия, то есть страны за пределами собственно Китая, ранее являвшиеся частью империи, начали полунезависимое существование. Часть Монголии (Тува) стала российским протекторатом (с 1921 года — Республика Танну-Тува), остальная её территория была признана независимым государством, с 1924 года ставшее социалистической Монгольской Народной Республикой, поддерживающей тесные связи с СССР. Маньчжурия же до 1928 года существовала под руководством Чжан Цзолиня фактически независимо от Китайской республики.
20 сентября 1924 года СССР и правительство трёх автономных восточных провинций Китайской Республики заключили новое соглашение о границе (взамен соглашения между Китаем и царём России, которое, как и прочие соглашение с царским правительством, было аннулировано ранее). Согласно соглашению (статья 3) стороны согласились провести передемаркацию границы, но до тех пор придерживаться старых границ.
В период японской оккупации Китая СССР взял под контроль множество островов на китайской стороне от фарватера на Амуре и Уссури.
Проблема спорных островов Тарабаров и Большой Уссурийский возникла в 1964 году, когда был разработан новый проект соглашения по границе, однако, документ не подписали.

## Реакция

Карта государственной границы близ островов Большой Уссурийский и Тарабаров

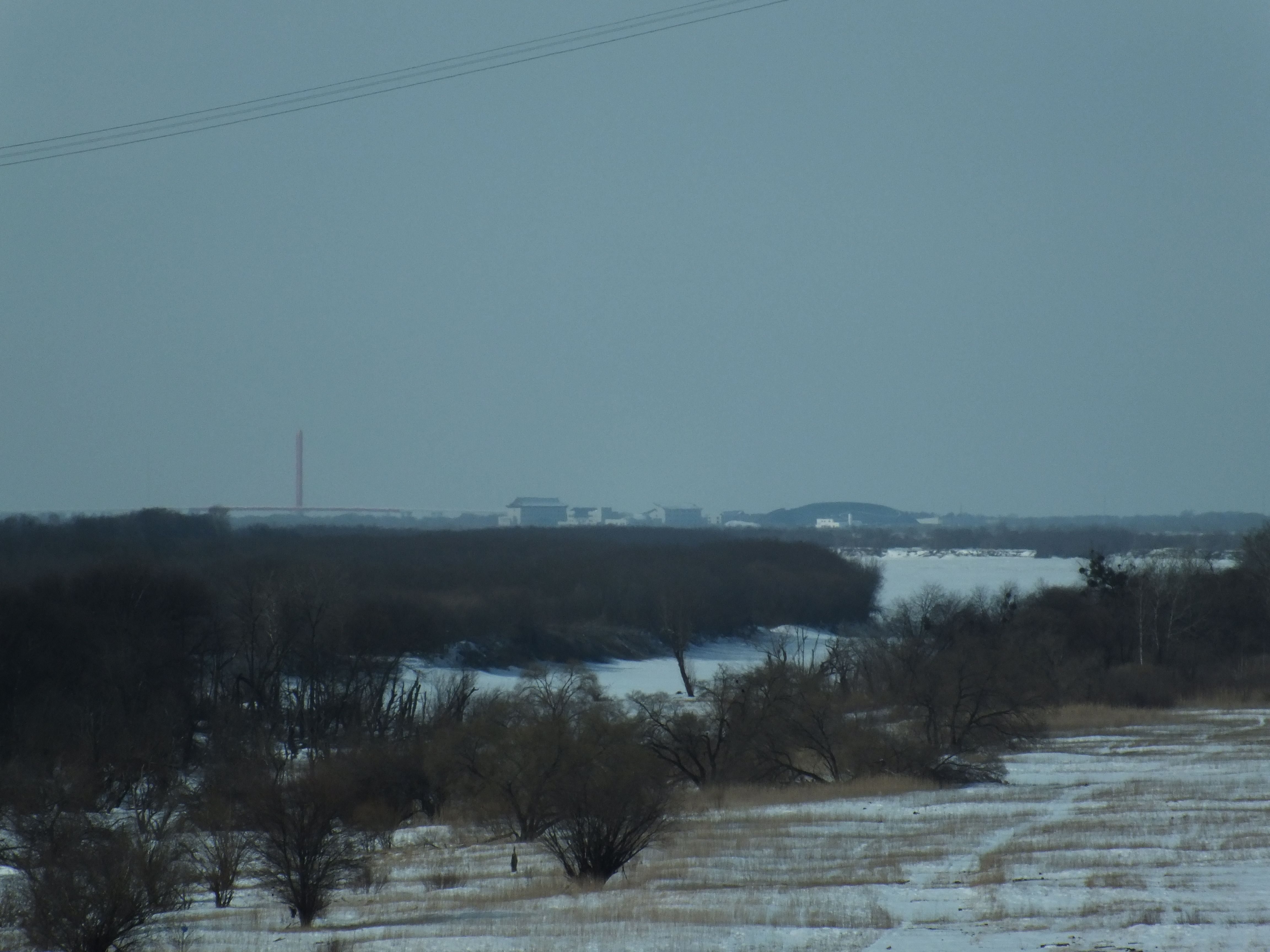
Китайский вантовый мост на Большой Уссурийский остров и китайский пограничный посёлок напротив села Казакевичево, вид с моста через Амурскую протоку.

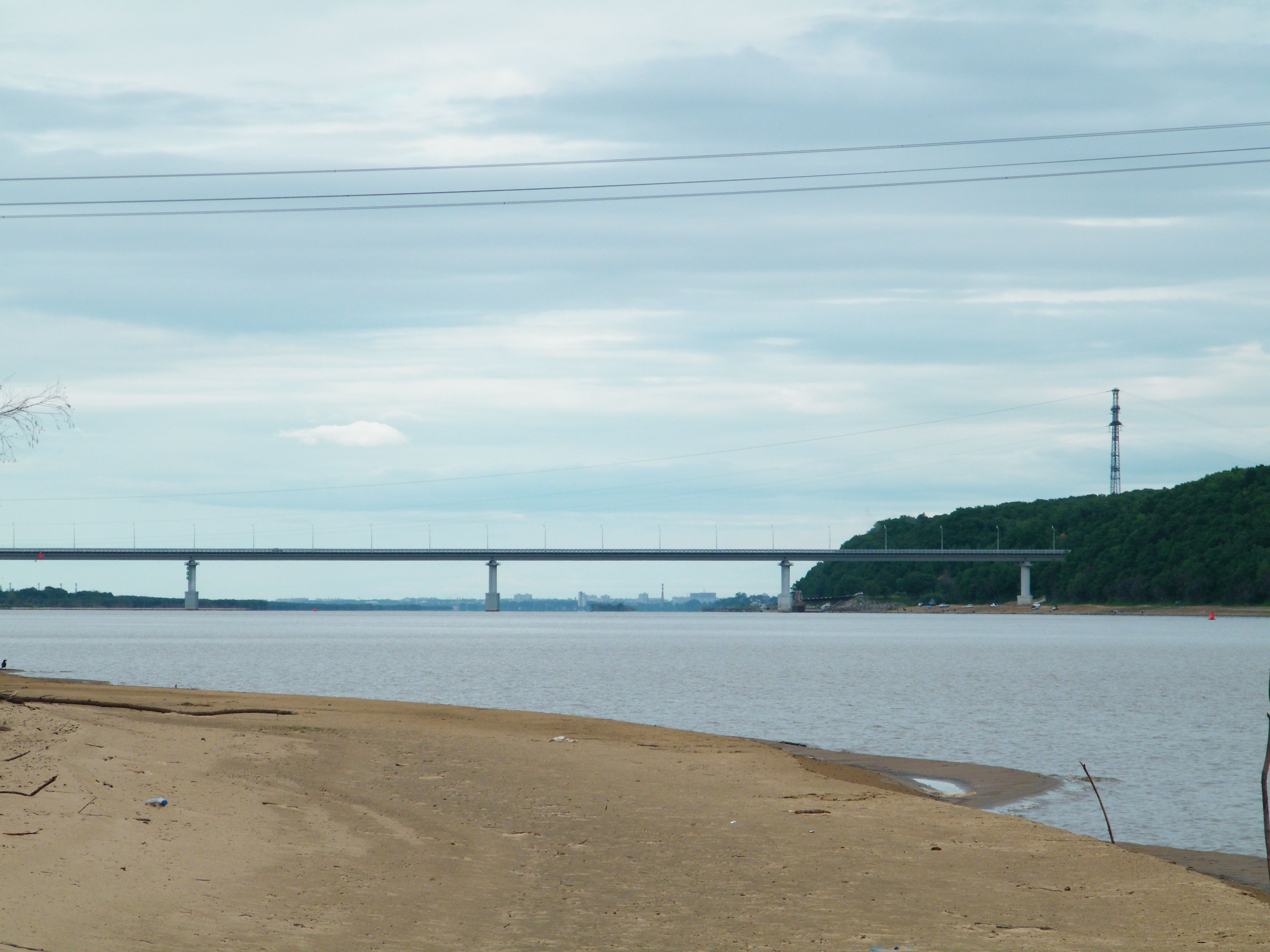
Если с этого же моста смотреть вниз по течению Амурской протоки — на горизонте виден Хабаровск

Демаркация вызвала неоднозначную реакцию в России. В качестве положительного результата называлось улучшение отношений с Китаем, протяжённость границы с которым составляет более 4300 км, и снятие потенциальной угрозы территориального конфликта в будущем. С другой стороны, ряд политиков расценивал передачу российской территории как ослабление позиций России. Также указывалось на стратегическое положение островов и наличие на них природных ресурсов.

Губернатор Читинской области Равиль Гениатулин положительно оценил договор: 
«Недоговоренности в вопросах, касающихся спорных территорий, всё время могут быть камнем преткновения в двусторонних отношениях. В настоящее время у нас нет территориальных претензий друг к другу, и это послужит прочным фундаментом для дальнейшего сотрудничества. Кроме того, не стоит забывать, что водовод и водозабор остались на нашей стороне, а это большой плюс. Я уверен, что наши потомки в будущем оценят то, что мы сделали в 2005 году».
Председатель российской части российско-китайского комитета дружбы, мира и развития Леонид Драчевский заявил, что передача островов урегулирует «последний момент, омрачающий отношения между Россией и Китаем». По словам заместителя председателя комитета Госдумы по международным делам Натальи Нарочницкой, «уступка территории очень небольшая, а важность стратегических отношений с Китаем очевидна».
Председатель комитета Госдумы по международным делам Константин Косачёв отметил, что у подписания соглашения были две альтернативы: требовать у Китая всех спорных территорий или оставить ситуацию без изменений и с отсутствием перспектив договориться в обозримом будущем (что, по его мнению, крайне опасно для России, так как несёт риск вспыхивания конфликта). Глава МИД России Сергей Лавров подчеркнул, что речь не идёт о территориальных уступках: острова юридически и в международно-правовом смысле никому не принадлежали, и при заключении в 1991 году соглашения о границе между СССР и КНР принадлежность трёх островов также не была определена.
Против соглашения выступили представители КПРФ. В частности, Виктор Илюхин заявил: «Отдают 337 квадратных километров! Это очень большая территория, на ней расположены дачные участки граждан России, о компенсации которым никто ничего не говорит». Хабаровский краевой комитет КПРФ организовал митинг против передачи островов.